# Phlugis lewisi
Phlugis lewisi är en insektsart som beskrevs av Nickle 2003. Phlugis lewisi ingår i släktet Phlugis och familjen vårtbitare. Inga underarter finns listade i Catalogue of Life.